# Odry-Loučky (železniční zastávka)
Odry-Loučky jsou železniční zastávka, která se nachází u osady Kolonka severovýchodně od vesnice Loučky, která je součástí města Odry v okrese Nový Jičín. Zastávka leží v km 12,755 jednokolejné Suchdol nad Odrou – Budišov nad Budišovkou mezi dopravnami Odry a Heřmánky.

## Historie
I když trať procházející budoucím místem zastávky byla otevřena již 15. října 1891, zastávka byla zřízena až o téměř 118 let později. Město Odry začalo uvažovat o stavbě zastávky v letech 1994 a 1995, tehdy se však myšlenka neuskutečnila z důvodu nedostatku financí. Lépe už to dopadlo v roce 2006, kdy se Odry začaly zřízením zastávky zabývat znovu. Stavba trvající čtyři měsíce byla zahájena v roce 2008, nová zastávka pak byla dána do provozu 15. února 2009.

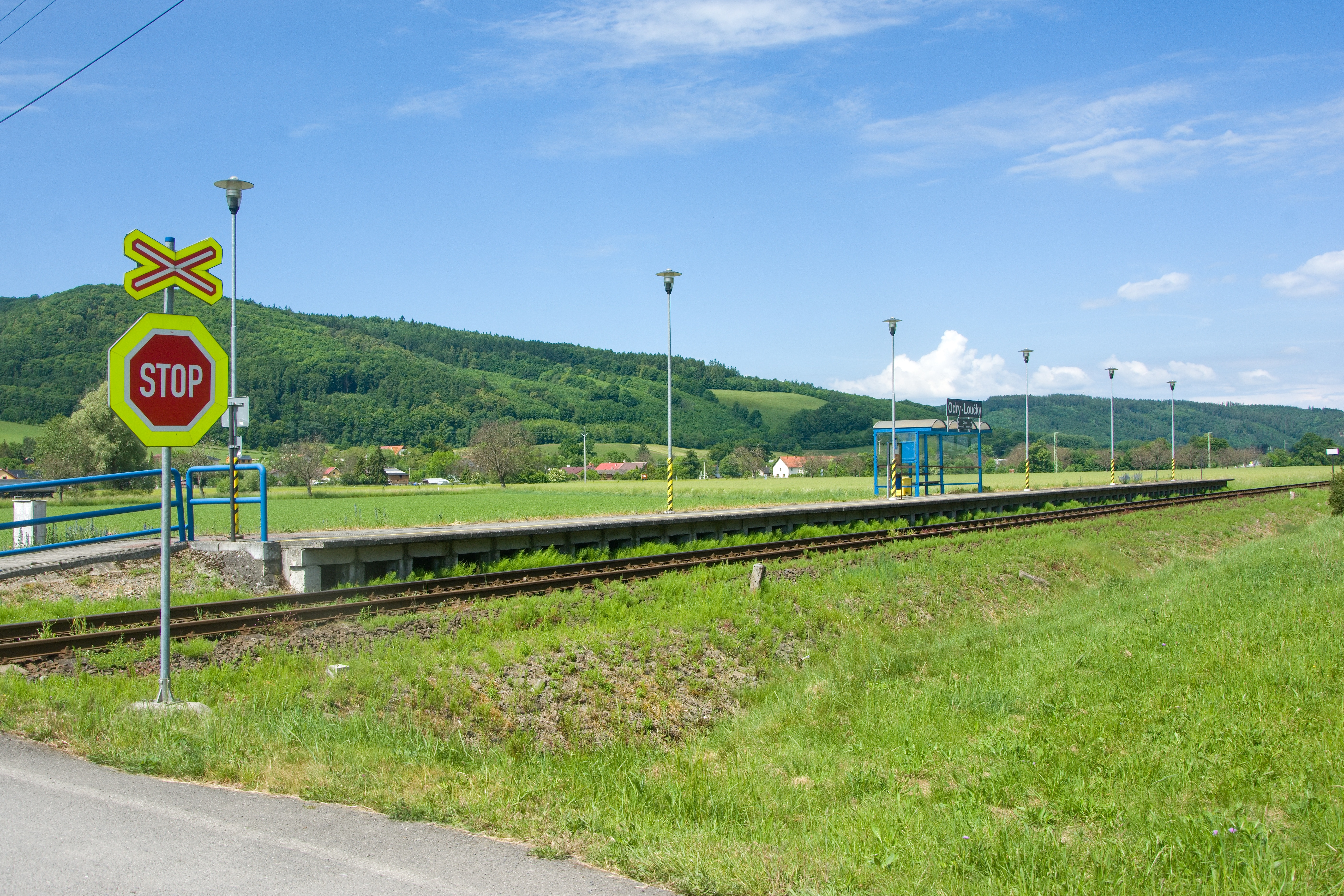
Celkový pohled na zastávku, vlevo výstražný kříž před přejezdem P6713

## Popis zastávky
V zastávce je u traťové koleje zřízeno vnější jednostranné nástupiště s pevnou hranou o délce 65 m, nástupní hrana je ve výšce 550 mm nad temenem kolejnice. Cestujícím je k dispozici přístřešek.
Přístup na zastávku je z místní komunikace, která kříží železniční trať v km 12,709 pomocí přejezdu P6713. Ten je zabezpečen výstražnými kříži.